# Eバス
Eバス（イーバス）は、神奈川県横浜市泉区内で運行されるコミュニティバス。2014年4月1日より本格運行開始。
相鉄いずみ野線いずみ中央駅を起点として、下飯田駅を経由し、下和泉住宅地区を循環する。「Eバス」の愛称は「簡単・手軽」を意味する英語の「Easy」と「いいバス」を掛けている。
隣接する横浜市旭区のコミュニティバス「四季めぐり号」と類似した運行形態を採っており、運行主体は横浜市ではなく、市内に本社を置く天台観光が主体となって運行する。

## 概要
1999年に横浜市営地下鉄ブルーラインが戸塚駅から湘南台駅まで延伸されたことにより、下和泉地区では既存一般路線バスの廃止や減便が行われ、住民の高齢化が進む下和泉住宅では最寄りバス停留所や駅までの交通が不便となり、人口減少がさらに進んだ。そのため下和泉住宅自治会が下和泉地区交通対策委員会（Eバス委員会）を発足させ、2002年に貸切バス専業事業者の天台観光から28人乗りのマイクロバスを借り、住民のボランティアにより、会員制の自主運行バスとして11年間運行を継続してきた。
2013年からは路線バス化に向けた試験運行を開始、同年9月17日に出発式を開催した。これにより運行日・運行時間が拡大され、平日朝夕のみから昼間と土休日も運行となった。また会員制バスでは事前に利用登録し、会員証を発行して会費を払う方式だったが、会員登録が不要となり誰でも乗車可能となった。また時刻表を掲示したバス停留所を6箇所に設置した。また回数券も発売し、下和泉住宅自治会館や区役所売店などで販売開始した。
翌2014年には天台観光が国土交通省から乗合バス事業者として認可を受け、同年4月1日から本格運行へ移行、正式な路線バスとして運行開始した。本格運行への移行に伴いダイヤ改正を行い、朝夕時間帯に増便した上で地下鉄のダイヤと合わせた。また運賃改定も行い、同年5月からは新たに回数券や定期券も発売した。
運行時間帯は、平日は6時台から22時台、土休日は7時台から20時台。一日の便数は、試験運行時は1時間に1便、朝夕ラッシュ時は30分に1便であった。本格運行開始時に平日30便、土休日18便に増便された。その後さらに増便され、平日30便、土休日20便となった。

### 運行事業者
- 天台観光株式会社[4][5]
  - 本社：神奈川県横浜市瀬谷区阿久和南4丁目8-318[6]
  - 神奈川県バス協会会員

運行開始時は戸塚区に本社を置いていた[4]。

### 目標利用者数
Eバスの試験運行時には、一日あたりの目標利用者数を240人としていたが、2014年時点でははその目標を達成し、平日の一日平均利用者数は330名程度までになっている。ただし休日についてはかなり変動がある。

## 沿革
- 2002年（平成14年）4月 - 下和泉地区交通対策委員会の自主運行により貸切バスを用いた会員制バスとして運行開始。天台観光へ運行委託[4]。
- 2013年（平成25年）
  - 9月17日 - 路線バスとして試験運行開始[3]。非会員でも現金運賃での乗車が可能となり、バス停留所も設置された。
  - 11月1日 - ダイヤ改正を行い、停留所間の所要時間を見直し[3]。
- 2014年（平成26年）
  - 1月14日 - 横浜市地域公共交通会議で、本格運行の運行計画案が承認される[3]。
  - 3月14日 - 天台観光が乗合バス事業者として国土交通省より事業認可を受ける[4]。
  - 4月1日 - 本格運行開始[3]、車両を変更[3]。同時に運賃改定（値上げ）[3]、回数券の100円券を廃止し定期券を発売。
- 2015年（平成27年）2月16日 - 「密蔵院前」と「三丁目北」の2停留所を新設[3]。下飯田駅前 - いずみ中央駅間の乗降が可能となる[3]。「三丁目西」停留所を移設。
- 2019年（令和元年）12月1日 - ダイヤ改正を行う[3]。
- 2024年（令和6年）7月16日 - 「下飯田駅前」を、下飯田駅東側の環状4号線上から下飯田駅前交通広場に移設。

## 運賃・乗車券類
運賃
- 大人210円、小児（小学生）100円[6]。
- 未就学児は小学生以上1名につき1名まで無料、1歳未満は無料[6]。
- 試験運行時の運賃は、大人200円、小学生100円であった[5]。回数券も販売していた[5]。

回数券
- （2,100円券、2,310円分）を販売している[6]。
- 販売場所は下和泉住宅自治会館、ばんどうクリニック、三恵理容、ユーコープ和泉店[6]。
- 運賃値上げに伴い、100円の回数券は廃止された（購入済みの100円券は利用可能）。
- 本格運行開始時は、2,100円券、6,300円券の回数券が発売されていた[4]。

定期券
- 通学定期（1か月7,180円、3か月20,410円）、通勤定期（1か月8,950円、3か月25,700円）がある。
- 定期券の購入方法は、車内の定期券申込書に必要事項を記入して運転士に渡す（通学の場合は学生証を提示）。翌日（土日祝日を除く）の午後以降に車内で代金（現金のみ）と交換する[6]。

障害者割引
- 運行開始時から障害者割引を設定している[4]。
- 身体障害者手帳、療育手帳を提示した本人と介護者に適用される[6]。なお精神障害者保健福祉手帳提示による割引については、天台観光の公式サイトに明記されていない[6]。
  - 障害者割引運賃は、大人100円、小児50円で、支払いは現金のみ[6]。
  - 横浜市発行の敬老特別乗車証は利用不可[6]。

支払方法
- 運賃の支払方法は現金のみで、PASMO、Suicaなどの交通系ICカードには対応していない[6]。
- 車内に両替機は設置されていないため、両替は運転手に現金を渡して行う。運転手の手持ちの釣銭で対応するため、両替用の釣銭が足りなくなった場合は両替できないことがある。

## 現行路線
- いずみ中央駅 → 下飯田駅前 → 密蔵院前 → ばんどうクリニック前 → 和泉台 → コープ前 → 三丁目南 → 三丁目中央 → 三丁目北 → 三丁目西 → コープ前 → 和泉台 → ばんどうクリニック前 → 密蔵院前 → 下飯田駅前 → いずみ中央駅[1]

いずみ中央駅を起終点として、下飯田駅を経由して下和泉地区を循環し、再びいずみ中央駅へ戻る。一部便は「三丁目西」止まりとなるほか、平日朝には「三丁目南」を起点として下飯田駅前で折り返す区間便も設定されている。
2015年2月16日から、下飯田駅 - いずみ中央駅間のみの乗車が可能になった。

## 車両

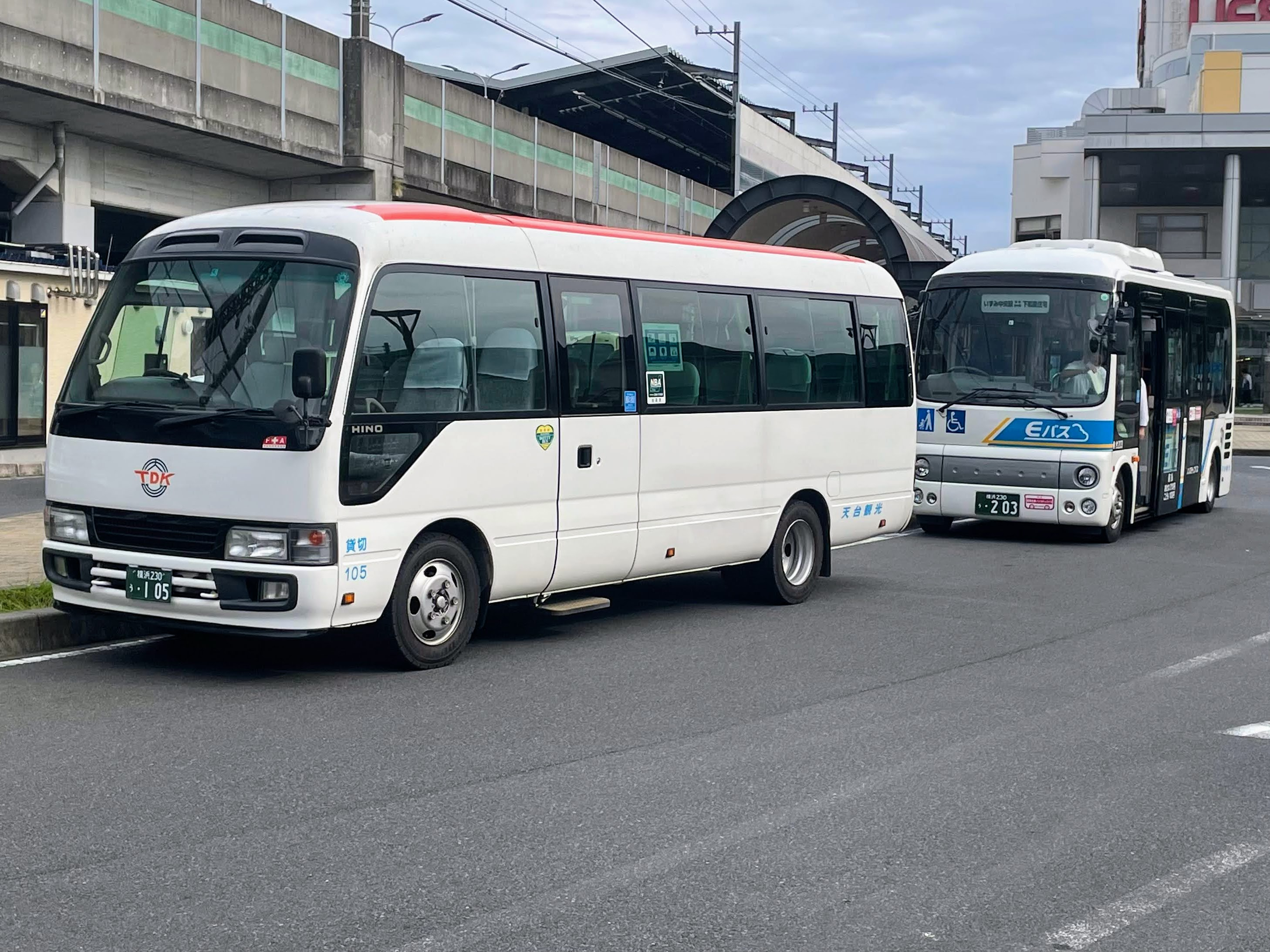
天台観光の105号車と、Eバスの専用車両の203号車

- 三菱ふそう・ローザ（201号車）- 初代車両。試験運行開始時の出発式にも登場した[5]。
- 日野・リエッセ（202号車）- 2代目車両。乗客定員36人。車椅子用リフトを装備したステップリフトバス。
予備車扱いで基本的に木曜日の午前番便のみの運行。
- 日野・ポンチョ（203号車）- 3代目車両。ノンステップバス、2ドアロングボディ。

専用車両はいずれも、車内放送装置やバス停留所名の表示機器を装備していないため、車内放送や案内は運転手が行う。